# Power Pack
Power Pack is een fictief superheldenteam uit de strips van Marvel Comics. Uniek aan het team is dat het geheel bestaat uit kinderen/jonge tieners. Het team werd bedacht door schrijver Louise Simonson en tekenaar June Brigman, en maakte zijn debuut in hun eigen stripserie in 1984. De originele serie liep 62 delen.
Power Pack is vooral noemenswaardig omdat het tot nu toe het enige kinder-/tienersuperheldenteam in het Marvel Universum is zonder begeleiding van een volwassene.

## Publicatiegeschiedenis

### Originele serie
Aan het begin van de originele serie was Alex 12 jaar, Julie 10, Jack 8 en Katie 5.
De oorspronkelijke serie bestond uit 62 delen. Gedurende de serie verwisselden de personages onderling een paar maal van krachten. In de laatste negen delen van de serie onderging de strip een grote verandering in tekenstijl en verhaallijnen. Deze veranderingen, met als doel de serie ook meer te richten op een volwassen publiek, sloeg niet echt aan bij de fans.
Ongeveer anderhalf jaar nadat de serie was stopgezet maakten Louise Simonson en June Brigman de speciale strip Power Pack Holiday Special. In deze strip kregen alle vier de leden hun originele krachten terug, en werden een aantal wijzigingen waar Simonson en Brigman het niet mee eens waren ongedaan gemaakt.
Hoewel de hoofdpersonen in de stripserie kinderen waren, maakte de serie vaak gebruik van “volwassen” thema’s en sociale problemen uit de jaren 80. Zo waren de Power Pack leden betrokken bij de “Mutant Massacre” verhaallijn, waarin veel mutanten die bij de Morlocks hoorden werden afgeslacht. Andere thema’s waren:
- Milieuvervuiling
- Seksuele mishandeling (speciale strip)
- Drugs misbruik
- Weglopen
- Ontvoering
- Moord
- Dood van ouders/voogden

De schrijvers kwam ook vaak terug op het thema dat de Pack leden moesten leren met hun krachten, en de risico’s die deze met zich meebrachten, om te gaan. Zo dacht Jack een keer dat hij iemand gedood had. Ook het feit dat ze hun krachten geheimhielden voor hun ouders, en de vraag of dit wel de juiste beslissing was, was een veel terugkerend thema.
In 1986 verscheen een speciale strip van Power Pack, met een gastoptreden van Spider-Man, die bedoeld was als protest tegen seksueel misbruik. Deze strip werd gratis uitgedeeld en herdrukt op de strippagina’s van veel kranten.

### 2000 miniserie
In 2000 verscheen een vierdelige miniserie over Power Pack. In deze serie waren de hoofdpersonen een paar jaar ouder dan in de originele strip: Katie zat nu in de vijfde klas (fifth grade, in Nederland groep 7 genoemd), Julie en Jack zaten in de brugklas en Alex op de middelbare school. Ook wisten Jamie en Maggie, de ouders van de vier kinderen, inmiddels af van het feit dat hun kinderen superkrachten hadden.

### Marvel Age stripseries
Een nieuwe Power Pack miniserie verscheen in 2005, geschreven door Marc Sumerak en getekend door Gurihiru Studios. Deze serie negeerde vrijwel alle gebeurtenissen uit de vorige series, en was vooral gericht op een jong publiek. De serie speelde zich dan ook niet af in de Earth 616 continuïteit zoals de vorige twee series. Tevens waren de personages hierin ongeveer 3 jaar ouder dan in de originele serie (maar daarmee nog altijd jonger dan in de miniserie uit 2000).
Een tweede Power Pack miniserie, gemaakt door hetzelfde team, debuteerde in oktober 2005. Deze “sequel” bevatte veel gastoptredens van personages uit de X-Men strips, waaronder Cyclops, Wolverine, Sabretooth, Beast, Mystique, en Nightcrawler. Deze nieuwe serie getiteld X-Men & Power Pack vond plaats in dezelfde continuïteit als de eerste miniserie uit 2005. Nadien verschenen er nog meer miniseries, waarin Power Pack samenwerkt met de Vergelders (Captain America, Iron Man, Spider-Man en Spider-Woman) en de Hulk.

### Terugkeer van Power Pack
Joe Quesada maakte in zijn New Joe Fridays bekend dat Power Pack eind 2007 terug zal keren. Deze nieuwe strips zullen in tegenstelling tot de Marvel Age strips weer aansluiten op de originele serie, en de Earth-616 continuïteit van de andere Marvel strips.. Dit is echter tot op heden niet gebeurd.
In februari 2012 maakte het gehele Power Pack team nog eenmaal hun opwachting binnen de reguliere continuïteit van Marvel, met een gastoptreden in een Fantastic Four-strip.

## Biografie
Notitie: deze biografie beschrijft de gebeurtenissen uit de strips die zich afspelen in de Earth-616 continuïteit: de originele serie en de miniserie uit 2000. De gebeurtenissen uit de Marvel Age strips hebben niets te maken met onderstaande biografie.
De vader van de vier kinderen, Dr. James Power, was een briljante natuurkundige die en process ontdekte om energie op te wekken uit antimaterie. Hij maakte een prototype van een generator. Een fout in zijn ontwerp, die een kettingreactie en de vernietiging van de Aarde tot gevolg zou hebben, werd echter ontdekt door Aelfyre “Whitey” Whitemane, een lide van het buitenaardse ras de Kymellians. Een soortgelijk ongeluk had de thuisplaneet van de Kamyllians vernietigd.
Whitey probeerde de familie Power te waarschuwen voor deze fout, maar werd dodelijk verwond door zijn vijanden: de Snarks. De Snarks ontvoerden Dr. Power en zijn vrouw, Margaret Power, in de hoop het geheim van de antimaterie te ontdekken. Vlak voor hij stierf ontmoette Whitey de vier kinderen van Dr. Power. Hij vertelde hen wat er gaande was, en gaf zijn krachten door aan hen.
Met de hulp van Whitey’s “smartship”, een zelfdenkend ruimteschip genaamd Friday, wisten ze de antimaterie testen te stoppen door Dr. Powers prototype te stelen en te vernietigen. Ook slaagden ze erin hun ouders te redden zonder zichzelf bekend te maken. De vier besloten hierna om, buiten het weten van hun ouders om, superhelden te blijven. Alex nam de codenaam Gee, Julie werd Lightspeed, Jack, Mass Master en Katie, Energizer. Ze kregen hun kostuums van Firday.
Het team had hun “basis” (hun woonhuis) in New York. Ze bevochten onder andere de superschurk Kurse tweemaal gedurende de Secret Wars II. Ze waren ook betrokken bij de gebeurtenissen uit de The Fall of the Mutants en Inferno verhaallijnen. Tijdens de Mutant Massacre bevochten ze Sabretooth.
Een van Dr. Power’s voormalige werknemers was op de hoogte van Power Pack’s geheime identiteiten. Hij werkte eerste en tijdje voor de overheid waar hij probeerde te bewijzen dat de Powers mutanten waren. Later werd hij zelf een superschurk genaamd de Bogeyman. Nadat hij door Magik in de Limbo dimensie was gegooid, keerde hij als demonisch wezen terug en doodde bijna de hele Power familie alvorens zelfmoord te plegen.
De Snarks probeerden geregeld Power Pack te vangen om hun krachten te stelen.
Power Pack’s bondgenoten waren andere jonge superhelden: Cloak and Dagger werken geregeld met hun samen. Ook kregen ze hulp van de X-Men en de New Mutants.
Het Power Pack team werd tijdelijk uitgebreid met Franklin Richards, de zoon van Mr. Fantastic en de Invisible Woman van de Fantastic Four. Franklin stond bij het team bekend als “Tattletale” (Engels voor klikspaan) vanwege zijn gave in de toekomst te kijken. Ironisch genoeg wisten Franklins ouders, net als de ouders van Power Pack, niets af van het feit dat Franklins’ vrienden en Franklin zelf superhelden waren. Pas tegen het eind van de originele serie kwam de aap uit de mouw.
James en Maggie Power ontdekten de waarheid in deel 42, toen de demonische Carmody het hun vertelde. De bekentenis gaf hun beiden een mentale inzinking. Dit werd echter verholpen door New Mutants leden Mirage & Gosamyr. Na enige tijd van protest accepteerden de twee uiteindelijk de keuze van hun kinderen.
Alex ontdekte uiteindelijk hoe hij zich de krachten van zijn broer en zussen kon toekennen, en sloot zich aan bij de New Warriors onder de namen Powerpax en Powerhouse. Dit veroorzaakte onenigheid met de andere Power Pack leden. Alex gaf de drie uiteindelijk hun krachten terug, en nam de naam Zero-G aan.
In de miniserie uit 2000 waren de Power Pack leden inmiddels ouder, en droegen nu ook maskers tijdens hun missies. Ook verhuisde het team naar Bainbridge Island. Verder bevatte deze serie niet veel nieuwe elementen.
Julie, zich realiserend dat haar superheldenleven haar kindertijd had verstoord, verliet het team en sloot zich aan bij Excelsior, een team van voormalige tiener superhelden.

## Leden
De vier Power broers en zussen zijn en blijven het kernteam van Power Pack. Ook hebben ze geregeld onderling van krachten, en daarmee van codenaam, gewisseld.
| Echte naam        | Marvel-616/Marvel Age Codenaam   | Oude codenamen (gerelateerd aan krachten) | Notities |
| ----------------- | -------------------------------- | --- | --- |
| Alex Power        | Zero-G (zwaartekracht)           | Gee (zwaartekracht), Destroyer (energie), Mass Master (dichtheid), Powerpax (zwaartekracht, energie, dichtheid, versnelling/vliegen), Powerhouse (zwaartekracht, energie, dichtheid, versnelling/vliegen), Zero-G (zwaartekracht) | |
| Julie Power       | Lightspeed (versnelling/vliegen) | Lightspeed (versnelling/vliegen), Molecula, Mistress of Dichtheid (dichtheid), Lightspeed (versnelling/vliegen), Starstreak (versnelling/vliegen), Lightspeed (versnelling/vliegen)                                               | Wanneer ze vliegt, laat ze altijd een regenboogachtige streep achter in de lucht in de kleuren geel, magenta en cyaan.                                                                                       |
| Jack Power        | Mass Master (dichtheid)          | Mass Master (dichtheid), Counterweight (zwaartekracht), Destroyer (energie) | |
| Katie Power       | Energizer (energie)              | Energizer (energie), Starstreak (versnelling/vliegen), Counterweight (zwaartekracht) | |
| Franklin Richards | Tattletale                       | Toekomst voorspellen, astrale projectie | Zoon van Reed en Sue Richards van de Fantastic Four. Sloot zich officieel bij het team aan in deel 17 van de originele serie. Is echter niet meer actief als teamlid sinds het einde van de originele serie. |
| Kofi Whitemane    |                                  | Teleportatie | - |
| Friday            |                                  | Warp drive. Vliegen. Supercomputer. Krachtveld. | Friday is een zogenaamd “smartship”, een zelfdenkend ruimteschip. |

## In andere media
In 1991, nadat de stripserie was stopgezet, ontwikkelde Marvel een live-action tv show over Power Pack voor NBC's kinderprogramma’s op de zaterdagochtend. Hoewel er wel een pilot aflevering werd gemaakt, werd de serie zelf nooit gerealiseerd. De pilot werd ook nooit uitgezonden. Maar in de jaren die volgden werden kopieën van de pilot wel verspreid onder fans van de stripserie.
De cast voor de pilot was:
- Nathaniel Moreau (Alex)
- Margot Finley (Julie)
- Bradley Machry (Jack)
- Jacelyn Holmes (Katie)
- Jonathan Whittaker (Jim)
- Cheryl Wilson (Margaret).

Alle vier leden van Power Pack hebben een cameo in The Super Hero Squad Show in de aflevering "Support Your Local Sky-Father!".